# Attentato al Palazzo del Governo della Repubblica cecena
L'attentato al Palazzo del Governo della Repubblica cecena è stato un attentato terroristico avvenuto a Groznyj, capoluogo della Repubblica cecena, il 27 dicembre 2002 alle 14:28 ora locale. 

## Pianificazione
L'idea di commettere questo atto terroristico apparteneva a Samil' Basaev. Nell'autunno del 2002, Basaev affidò l'attuazione dell'attacco a un signore della guerra ceceno, Jusupu Saduevu, trasferendo fondi per la sua attuazione per un importo pari a 18 000 dollari americani. Saduevu selezionò gli autori dell'attacco terroristico - un membro attivo di un gruppo armato illegale, Tumriev, sua figlia minorenne Volodinu e un membro rimasto sconosciuto soprannominato "Nur-Ali" - come attentatori suicidi, così come diverse persone che avrebbero dovuto garantire l'operazione: Valida Sulejmanov, Achmeda Ismailova, Junusa Jusupov (secondo altre fonti - Evnusov) e altri.

## Attentato
Il 27 dicembre 2002, i membri del gruppo di Saduevu trasportarono con due veicoli, uno di produzione Kamaz e l'altro UAZ, gli attentatori. Tumrieva e Volodinu si trovavano sulla Kamaz mentre "Nur-Ali" sulla UAZ. Secondo quanto riferito, i conducenti di due veicoli indossavano uniformi militari federali e portavano con sé pass ufficiali che consentivano loro di attraversare i tre successivi posti di blocco militari nel cammino verso l'edificio del Palazzo del Governo. Una guardia al quarto e ultimo posto di blocco, tentò di ispezionare i veicoli e, accorgendosi che qualcosa non andava, iniziò a sparare sui veicoli mentre attraversavano il posto di blocco verso l'edificio. Alle 14:28, con un intervallo di cinque secondi, entrambe le auto, con a bordo gli attentatori, saltarono in aria vicino al Palazzo del Governo della Cecenia.  L'esplosione, equivalente a una tonnellata di dinamite, fece crollare il tetto e i pavimenti dell'edificio di quattro piani. Le prime notizie parlavano di appena due morti, ma in seguito le autorità cecene affermarono che i decessi furono in tutto 83. 48 persone morirono sul colpo, mentre i restanti in ospedale a causa delle numerose ferite riportate. Invece i feriti furono circa 210 persone.
Diversi funzionari dell'amministrazione cecena rimasero feriti nell'attacco, tra cui il vice primo ministro Zina Batyzheva (gravemente ferita) e il segretario del Consiglio di sicurezza ceceno Rudnik Dudayev. Il capo dell'amministrazione filorussa in Cecenia, Achmat Kadyrov, e il suo primo ministro, Michaíl Bábič, non erano presenti nell'edificio in quel momento.
L'importo totale del danno alla proprietà e i danni causati dalle esplosioni allo Stato e alle vittime ammontarono a più di 135 milioni di rubli.
L'attentato al Palazzo del Governo a Groznyj divenne uno dei più grandi successi dei militanti ceceni durante la seconda campagna cecena.

## Indagini
Il colonnello Il'ja Šabalkin, portavoce delle forze federali congiunte in Cecenia, disse che l'attentato venne organizzato dai comandanti ribelli ceceni Abu al-Valid e Šamil' Basaev.  
Subito dopo l'attacco terroristico, Samil' Basaev rivendicò pubblicamente la responsabilità nell'attacco.
Dei partecipanti all'attacco terroristico del 27 dicembre 2002, solo Sulejmanov, Ismailov e Jusupov furono catturati vivi. Nel corso delle indagini preliminari venne pienamente dimostrata la loro colpevolezza, sia in relazione all'attacco terroristico che in una serie di altri crimini, anche particolarmente gravi. Il 3 giugno 2004, la Corte Suprema della Repubblica di Cecenia ha condannato tutti e tre gli attentatori all'ergastolo da scontare in una colonia a regime speciale.